# Bayard, New Mexico
Bayard är en ort i Grant County i New Mexico. Vid 2020 års folkräkning hade Bayard 2 116 invånare.